# Прери-Гров (Арканзас)
Прери-Гров (англ. Prairie Grove) — город, расположенный в округе Вашингтон (штат Арканзас, США) с населением в 2540 человек по статистическим данным переписи 2000 года.
В Прери-Гров родилась политическая активистка республиканской партии США Ада Миллс.

## География
По данным Бюро переписи населения США город Прери-Гров имеет общую площадь в 5,44 квадратных километров, водных ресурсов в черте населённого пункта не имеется.
Город Прери-Гров расположен на высоте 355 метров над уровнем моря.

## Демография
По данным переписи населения 2000 года в Прери-Гров проживало 2540 человек, 707 семей, насчитывалось 981 домашнее хозяйство и 1054 жилых дома. Средняя плотность населения составляла около 469 человек на один квадратный километр. Расовый состав Прери-Гров по данным переписи распределился следующим образом: 95,04 % белых, 0,51 % — чёрных или афроамериканцев, 1,50 % — коренных американцев, 0,47 % — азиатов, 0,04 % — выходцев с тихоокеанских островов, 1,77 % — представителей смешанных рас, 0,67 % — других народностей. Испаноговорящие составили 2,05 % от всех жителей города.
Из 981 домашних хозяйств в 35,8 % — воспитывали детей в возрасте до 18 лет, 58,0 % представляли собой совместно проживающие супружеские пары, в 10,7 % семей женщины проживали без мужей, 27,9 % не имели семей. 26,3 % от общего числа семей на момент переписи жили самостоятельно, при этом 13,8 % составили одинокие пожилые люди в возрасте 65 лет и старше. Средний размер домашнего хозяйства составил 2,53 человек, а средний размер семьи — 3,05 человек.
Население города по возрастному диапазону по данным переписи 2000 года распределилось следующим образом: 27,5 % — жители младше 18 лет, 7,7 % — между 18 и 24 годами, 28,6 % — от 25 до 44 лет, 20 % — от 45 до 64 лет и 16,1 % — в возрасте 65 лет и старше. Средний возраст жителей составил 36 лет. На каждые 100 женщин в Прери-Гров приходилось 85,7 мужчин, при этом на каждые сто женщин 18 лет и старше приходилось 82,6 мужчин также старше 18 лет.
Средний доход на одно домашнее хозяйство в городе составил 34 628 долларов США, а средний доход на одну семью — 41 972 доллара. При этом мужчины имели средний доход в 30 227 долларов США в год против 20 479 долларов среднегодового дохода у женщин. Доход на душу населения в городе составил 16 154 доллара в год. 6 % от всего числа семей в округе и 9,6 % от всей численности населения находилось на момент переписи населения за чертой бедности, при этом 11,5 % из них были моложе 18 лет и 12,9 % — в возрасте 65 лет и старше.